# (38147) 1999 JN62
1999 JN62 (asteroide 38147) é um asteroide da cintura principal. Possui uma excentricidade de 0.09217060 e uma inclinação de 5.70328º.
Este asteroide foi descoberto no dia 10 de maio de 1999 por LINEAR em Socorro.